# Кіпер – Снаппер – Лонгфорд
Кіпер – Снаппер – Лонгфорд – газопровід на південному сході Австралії, споруджений в межах розробки  офшорних родовищ басейну Гіпсленд (Бассова протока). 
В 1981 році почалась розробка газового родовища Снаппер, на якому в районі з глибиною моря 55 метра встановили платформу Снаппер А. Від платформи до берегового газопереробного заводу Лонгфорд проклали трубопровід, що має дві ділянки – офшорну довжиною 37 кілометрів з діаметром 600 мм та на наземну завдовжки 55 кілометрів з діаметром 750 мм.  
В 2013 та 2017 роках ввели в дію газові родовища Вест-Туна та Кіпер, які під’єднали за допомогою газопроводів:
- від розташованого в районі з глибиною моря 95 метрів підводного видобувного комплексу родовища Кіпер до платформи Туна (встановлена раніше для розробки нафтового родовища Туна). Ця ділянка має довжину 18 кілометрів та отримала дві нитки діаметром по 350 мм;
- довжиною 16 кілометрів та діаметром 450 мм від платформи Туна (яка тепер також приймає продукцію Вест-Туна) до нової платформи Марлін В на родовищі Марлін;
- довжиною 18 кілометрів та діаметром 450 мм від платформи Марлін В до Снаппер А (при цьому через Марлін В існує можливість подачі ресурсу до газопроводу Марлін – Лонгфорд).
Спорудження трубопроводів Кіпер – Туна – Марлін – Снаппер провело в 2010 – 2011 роках трубоукладальне судно «DB30» (DB-30, Derrick Barge No. 30).